# Утверждение (логика)
В логике и семантике — термин «утверждение», понимается по-разному и означает, либо:
1. Осмысленное декларативное предложение, которое является истинным или ложным, или
2. Пропозиция. Что является утверждением, которое делает (т. е. значение) истинным или ложным декларативное предложение.

В последнем случае утверждение отличается от предложения тем, что предложение — только одна формулировка высказывания, тогда как может существовать множество других формулировок, выражающих одно и то же утверждение.
Под утверждением подразумевается «то, что человек высказывает», а не его заявление. Существует множество толкований значения термина «утверждение», но в целом он обозначает либо осмысленное декларативное предложение, которое является либо истинным, либо ложным (бивалентность). Пропозиция — утверждение, которое делается посредством истинного или ложного декларативного предложения. Пропозиция — то, что означает утверждение, это понятие или идея, которую выражает утверждение, то есть то, что оно представляет. Можно сказать, что «2 + 2 = 4» и «два плюс два равно четыре» — два разных утверждения, которые выражают одну и ту же пропозицию двумя разными способами.

## Краткий обзор
Философ языка, Питер Стросон выступал за использование термина «утверждение» во втором значении. Стросон использовал термин «утверждение», чтобы доказать, что два декларативных предложения могут давать одно и то же утверждение, если они говорят об одном и том же разными способами. Таким образом, в употреблении, поддерживаемом Стросоном, «Все люди смертны» и «Каждый человек смертен» — являются двумя разными предложениями, которые дают одно и то же утверждение.
В любом случае, утверждение, рассматривается как носитель истины.
Примеры предложений, которые являются (или делают) истинные утверждения:
- «Сократ — мужчина»
- «У треугольника три стороны»
- «Москва является столицей России»

Примеры предложений, которые также являются утверждениями, даже если они не являются истинными:
- «Все холодильники сделаны из чистого золота»
- «Два плюс два равно пять»

Примеры предложений, которые не являются утверждениями:
1. «Кто вы такой?»
2. «Беги!»
3. «Растение вышло на прогулку»
4. «У меня была одна свинья, но она баклажан»
5. «Король Карл III мудр»
6. «Брокколи (капуста) очень вкусная»
7. «Единорог существует»

Первые два примера не являются декларативными предложениями и поэтому не являются утверждениями. Третий и четвёртый примеры являются декларативными предложениями, но, не имея смысла, не являются ни истинными, ни ложными и поэтому не являются утверждениями. Пятый и шестой примеры являются осмысленными декларативными предложениями, но это не утверждения, а скорее вопросы мнения или вкуса. Является ли предложение «Единорог существует» утверждением или нет — предмет спора среди философов. Бертран Рассел считал, что это (ложное) утверждение. Питер Фредерик Стросон считал, что это вообще не утверждение.

## Как абстрактная сущность
В некоторых трактовках «утверждение» вводится для того, чтобы отличить предложение от его информационного содержания. Утверждение рассматривается как информационное содержание несущего информацию предложения. Таким образом, предложение связано с утверждением, которое оно несёт, как цифра с числом, которое она обозначает. Утверждения — абстрактные логические сущности, а предложения — грамматические сущности.